# Velika nagrada Saudijske Arabije
Velika nagrada Saudijske Arabije utrka je Formule 1.

## Pobjednici

### Po godinama
| Godina | Vozač          | Bolid               |
| ------ | -------------- | ------------------- |
| 2021.  | Lewis Hamilton | Mercedes            |
| 2022.  | Max Verstappen | Red Bull-RBPT       |
| 2023.  | Sergio Pérez   | Red Bull-Honda RBPT |
| 2024.  | Max Verstappen | Red Bull-Honda RBPT |

## Višestruki pobjednici
| Pobjede | Vozač          | Pobjednička godina |
| ------- | -------------- | ------------------ |
| 2       | Max Verstappen | 2022., 2024.       |

| Pobjede | Konstruktor | Pobjednička godina  |
| ------- | ----------- | ------------------- |
| 3       | Red Bull    | 2022., 2023., 2024. |